# Fred Donner
Fred McGraw Donner (n. 1945) es un académico del islam y profesor Peter B. Ritzma de Historia del Cercano Oriente en la Universidad de Chicago. Ha publicado varios libros sobre la historia temprana del islam.

## Biografía

### Infancia y estudios
Donner nació en Washington D. C. y creció en Basking Ridge (Nueva Jersey), donde asistió a escuelas públicas.[cita requerida] En 1968 completó la Licenciatura en Estudios Orientales en Princeton, tras interrumpir sus estudios entre 1966 y 1967 para estudiar árabe en el Middle East Centre for Arab Studies (MECAS), en la localidad de Shimlan, Líbano. De 1968 a 1970 sirvió en el Ejército de los Estados Unidos, destinado en la Agencia de Seguridad del Ejército en Herzogenaurach (Alemania) en 1969-1970. Posteriormente estudió filología oriental durante un año (1970–1971) en la Friedrich-Alexander Universität de Erlangen (Alemania), antes de regresar a Princeton para el doctorado. Obtuvo el doctorado (Ph.D.) en Estudios del Cercano Oriente por Princeton en 1975.

### Carrera
Donner enseñó historia de Oriente Medio en el Departamento de Historia de la Universidad Yale entre 1975 y 1982, antes de incorporarse en 1982 a la Universidad de Chicago (Instituto Oriental y Departamento de Lenguas y Civilizaciones del Cercano Oriente). Fue director de su departamento (1997–2002) y del Centro de Estudios de Oriente Medio de la universidad (desde 2009).[cita requerida]
En 2007 obtuvo una Beca Guggenheim para examinar papiros árabes del primer siglo islámico (siglo VII d. C.) en colecciones de París, Viena, Oxford y Heidelberg.

#### Cargos desempeñados
Fue presidente de los Middle East Medievalists (MEM) entre 1992 y 1994 y editor del boletín Al-ʿUṣūr al-Wusṭā: The Bulletin of Middle East Medievalists de 1992 a 2011.
Donner fue presidente de la Middle East Studies Association of North America (MESA). Miembro de MESA desde 1975, formó parte de su junta directiva (1992–1994) y recibió el premio de servicio Jere L. Bacharach en 2008.
Además de MEM y MESA, ha sido miembro de larga data de la American Oriental Society.

## Investigación
Su libro The Early Islamic Conquests fue publicado en 1981 por Princeton University Press. También publicó en 1993 una traducción de un volumen de la historia de al-Ṭabarī.
En Narratives of Islamic Origins (1998) defiende una datación temprana del texto coránico, respondiendo en particular a la teoría de canonización tardía del Corán propuesta por John Wansbrough y Yehuda D. Nevo. El libro intenta explicar cómo las preocupaciones por la legitimación en la comunidad islámica en formación moldearon los temas centrales de la escritura histórica islámica, especialmente profecía, comunidad, hegemonía y liderazgo.
Su obra Muhammad and the Believers: At the Origins of Islam (Harvard University Press, 2010) ofrece un relato de los primeros años del movimiento espiritual que llegaría a conocerse como islam. Su tesis principal sostiene que lo que pasó a llamarse islam comenzó como un movimiento monoteísta de «creyentes» inaugurado por Mahoma, que incluía a cristianos y judíos así como a monoteístas que seguían las enseñanzas del Corán. Solo bajo Abd al-Malik ibn Marwan (685–705) el islam empezó a separarse de cristianos y judíos. Este planteamiento se presentó por primera vez en un taller de Antigüedad tardía e islam temprano en Londres (1993) y se publicó en un artículo.

## Recepción
The Early Islamic Conquests (1981) ha sido descrito como «magistral» y «una contribución mayor a la comprensión de la historia islámica temprana» (International Journal of Middle East Studies). Es texto de referencia en varios cursos universitarios.
Muhammad and the Believers fue calificado como «erudito y brillantemente original» en The New York Times.
Por otra parte, la orientalista Patricia Crone criticó el libro en Tablet: sostuvo que la única evidencia directa de la tesis central —un islam temprano ecuménico— procede de varios versículos coránicos, mientras que el resto se basa en conjeturas; como obra académica «deja que desear», aunque pueda resultar útil para el gran público. Otras reseñas académicas lo han caracterizado como «provocador y en gran medida convincente» y como «un relato alternativo plausible y convincente, si bien necesariamente algo especulativo, sobre el surgimiento del islam».

## Premios
Recibió en 1994 el Quantrell Award for Excellence in Undergraduate Teaching. Entre 2007 y 2008 disfrutó de una Beca Guggenheim. En 2012 fue nombrado miembro vitalicio del comité científico de la Academia Tunecina de Ciencias, Letras y Artes.